# Arbeiter und Soldat
Arbeiter und Soldat (в переводе с немецкого «Рабочий и солдат») — подпольный журнал, выпускавшийся для немецких солдат французской троцкистской Интернационалистской рабочей партией во время нацистской оккупации Франции. Его редактором был еврейский беженец из Берлина по имени Мартин Монат.
Издание стояло на антифашистских позициях, но также отказывалось оказывать поддержку западным союзникам, характеризуя их как империалистов. Шесть номеров газеты были опубликованы в период с 1943 по 1944 год, несмотря на жестокие репрессии против крайне левой прессы со стороны французской милиции и гестапо.
В начале октября 1943 года гестапо обнаружило встречу французских троцкистов и немецких солдат в Бресте. 6 октября были расстреляны 17 солдат, а также Роберт Круа — почтальон и организатор встречи. В последующие дни гестапо арестовало около 50 французских активистов. Выпуск газеты прервался до мая 1944 года.
В августе 2008 года архив сохранившихся выпусков был переиздан на английском языке. Новый перевод на английский язык был включен в биографию Мартина Моната в октябре 2019 года.